# Janirella nanseni
Janirella nanseni là một loài chân đều trong họ Janirellidae. Loài này được Bonnier miêu tả khoa học năm 1896.